# تریومف تراکستون
تریومف تراکستون (به انگلیسی: Triumph Thruxton) مجموعه‌ای از موتورسیکلت‌های بریتانیایی با موتورهای دوسیلندر موازی و استایل اسپرت است. نام تراکستون برای اولین بار در اواسط دهه ۱۹۶۰ به یک موتورسیکلت دست‌ساز برای مسابقات استقامتی اطلاق شد و بعداً در دهه ۲۰۰۰ احیا شد.